# Juzgado de Cagliari
El Juzgado de Cagliari o  de Calari (judicatus en latín; judicadu, logu o rennu en sardo; en italiano giudicati) fue una jurisdicción feudal de la isla de Cerdeña, uno de los cuatro que existían en la isla en el siglo XI derivados probablemente de jurisdicciones bizantinas ya existentes en el siglo IX.
Los magistrados bizantinos de Cagliari se convirtieron en gobernantes locales que tomaron el título de jueces. Los primeros jueces son sólo nombres, con cronologías muy confusas.
Mariano Salusa I, probable hijo de un noble de Cagliari llamado Salusa, aparece con el título de Juez y probablemente ejerció desde hacía el 1020 / 1040. Murió antes del 1058 y se casó con Jordina de Setzale con la que tuvo a Orsoc Torxitori I que murió pasado el 1089 (era juez hacia el 1060). Se casó con Vera de la que nacieron Constantino Salusa II de Cagliari que vivió al menos hasta el 1090, probablemente hasta hacia el 1102, y Torbe, juez asociado que gobernó hasta hacia el 1108. Torbe tuvo un hijo,  Barisó (IV), que fue juez de octubre de 1163 al 2 de marzo del 1164.
Constantino II Salusa se casó con Jordina de Laconia-Gunale con la que tuvo a Marià Torxitori II de Cagliari muerte no antes del 12 de febrero del 1130, casado con Preciosa de Laconia -Zori, de la que nació Constantino II Salusa, muerto el 19 de marzo de 1163, que se casó dos veces, primero con Jordina de Laconia-Gunale y después con sardinas de Laconia-Zori y sólo tuvo hijas: la hija media (del primer matrimonio) Jordina, se casó con Obert marqués de Masa y Córcega. Si bien fue proclamado  Barisó (I) de Cagliari, con apoyo genovés, en 1164 fue depuesto por los nobles favorables a Pisa, que llevaron al trono a  Pedro de Torres, hermano del juez Barisó II de Torres, considerado aliado pisano. Pero antes del 1180 ya se decantó hacia los genoveses los que dejó utilizar sus puertos; entonces los pisanos favorecieron la revuelta de los nobles fieles. Pedro se escapó hacia 1180 hacia Torres, gobernado por su hermano, y en 1184, con ayuda de Génova, recuperó el poder; pero no logró dominar a la nobleza, que apoyó a Obert de Massa y Córcega y a su hijo Guillermo (el futuro Guillermo Salusa IV de Cagliari). En 1187 Pedro fue encarcelado y murió al año siguiente, y Obert fue proclamado juez regente pero murió en 1189 y su hijo alcanzó el poder.
En 1194 Guillermo Salusa IV atacó el juzgado de Torres y ocupó el Goceano, donde hizo prisionera a la mujer de Constantino II de Torres, la catalana Prunisinda, que murió el año siguiente a la prisión de Santa Igia (capital del juzgado) debido a las privaciones y maltratos. En 1195 Constantino atacó Santa Igia para liberarla, pero sin éxito. En 1195 Guillem invadió Arborea derrotando al conjutge Pedro I de Arborea e hizo huir al otro conjutge Hugo I de Arborea, avanzando hacia Oristano, hasta que Arborea pidió la paz cediendo las tierras de Marmilla y otras ciudades de frontera. Hacia en 1206 entró en Gallura pero la juez Elena de Lacon se casó con  Lambert Visconti y con su ayuda pudo rechazar el ataque (1207). Murió en 1214 y la sucesión correspondió a la hija Benita ya su marido Barisó II de Arborea que fue proclamado también juez bajo el nombre de Barisó Torxitori IV de Cagliari. Barisó murió en 1217. En 1216 Ubald Visconti estableció un castillo, hoy llamado el Castel di Castro y antes Il Castello, que fue el núcleo de la futura ciudad de Cagliari, y con las fuerzas allí concentradas desde en 1216 pudo dominar el juzgado en 1217. Benita fue hecha prisionera por Ubald y obligada a casarse con su hermano Lambert Visconti de Gallura (ya viudo) que así gobernó en Gallura y Caller hasta su muerte en 1225. Ubald continuó ejerciendo el poder pero el cargo de juez pasó a siguientes maridos de Beneta: Enrique de Capraia (hacia 1227-1228) de la familia de los condes de Capraia, y Rinaldo Gland (1230-32). A la muerte de Ubald Visconti su sobrino Ubald I Visconti de Gallura (hijo de Lambert) invadió el juzgado para sustituir al difunto en el control, pero fue expulsado por los Gherardesca, leales a Benita, en 1232. Beneta pero murió ese mismo año y su hijo Guillermo Salusa V alcanzó el poder siendo declarado mayor de edad en 1235 al cumplir 20 años. Luchó contra los Visconti de Gallura hasta el 1244 con el apoyo de Rainer de Gherardesca de Bolgheri, marido de su tía Inés. Murió hacia 1250 y lo sucedió su hijo Juan Torxitori V conocido como Chiano de Cagliari.
Juan Torxitori V de Cagliari siguió una política favorable a Génova y en 1255 permitió a los genoveses ocupar el Castel di Castro y expulsó a los pisanos. Esto provocó que unos sicarios pisanos lo asesinaran en 1256. Lo sucedió su primo Guillermo Salusa VI
Guillermo Salusa VI de Cagliari fue el último juez de Cagliari. Era primo hermano de Guillermo Salusa V (hijo de un hermano de Juan Torxitori V) y siguió una política progrenovesa. En 1258 los elementos favorables a los pisanos (los Gherardesca condes de Donoratico, Guillem de Capraia juez de Arborea y Juan I Visconti de Gallura) invadieron el juzgado, conquistaron el Castel di Castro, y sitiaron Santa Igia que, al no recibir ayuda genovesa, fue destruida, y los habitantes huyeron hacia el interior. Guillem Salusa fue depuesto y el territorio del juzgado repartir entre Gallura (Juan Visconti, la parte norte y este, incorporada al juzgado de Gallura), Arborea (Guillem de Capraia, la parte norte y centro, que fue incorporada al juzgado de Arborea) y la región de Sulcis y Iglesiente (parte occidental) a Gerard y Huguet Gherardesca de Donoratico. En 1282 Huguet Gherardesca se estableció en Siliqua, el castillo de Acquafredda desde donde gobernó toda la región bajo su dominio y en 1284 construyó la catedral de Santa Clara en Iglesias. El tercio de Gallura fue incorporado a Pisa en 1287. El tercio del juzgado bajo los Gherardesca permaneció bajo soberanía feudal del pisano hasta la conquista aragonesa de ambos tercios en 1323 - 1324. El tercio de Arborea siguió la suerte de este juzgado.

## Gobernadores bizantinos autónomos
- Gialeto 687-722
- Teodó 722-740
- Gufrides hacia 750
- Ausone 778-?
- Nicolás 807-?
- Gubler 864-870
- Félix 870-?

## Jueces legendarios
- Barisó I hacia 900-?
- Bono hacia 940
- Hug hacia 950
- Orland hacia 960
- En Túnez 990-1017
- En Pisa 1017-1021
- En Túnez 1021-1022
- Barisó II 998-1022
- Mariano Salusa I 1022-1038 (documentado históricamente)
- Barisó III 1038-1050
- En Túnez 1050-1052
- Barisó III (segunda vez) 1052/59